# Śluza Przerwanki
Śluza Przerwanki – wybudowana w roku 1910 śluza wodna położona na rzece Sapina w pobliżu jeziora Gołdapiwo. Jej powstanie związane było z budową Kanału Mazurskiego, leżące powyżej śluzy jezioro Gołdapiwo miało być zbiornikiem rezerwowego zasilania kanału w wodę, a śluza była elementem regulacyjnym. Jest jedyną w Polsce śluza funkcjonującą na rzece niemającej statusu drogi wodnej najniższej nawet klasy: rzeka Sapina jest jedynie szlakiem żeglarskim, kończącym się na jeziorze Gołdapiwo (powyżej tego jeziora jest szlakiem tylko kajakowym). Możliwa jest zazwyczaj do pokonania dla jachtów o zanurzeniu rzędu nie większym niż 0,5 m, a przy tym objęta zakazem używania silników spalinowych. W związku z tym śluza należy do rzadko uczęszczanych, jako oddalona o ponad 20 km od Wielkich Jezior.

## Galeria

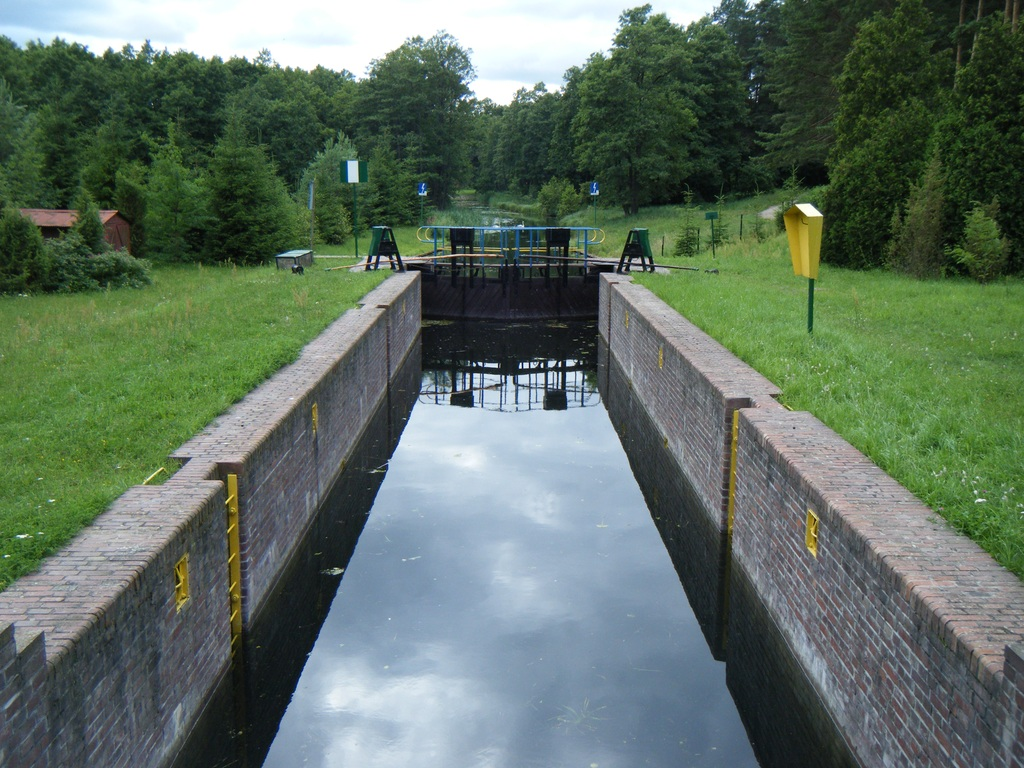
Śluza
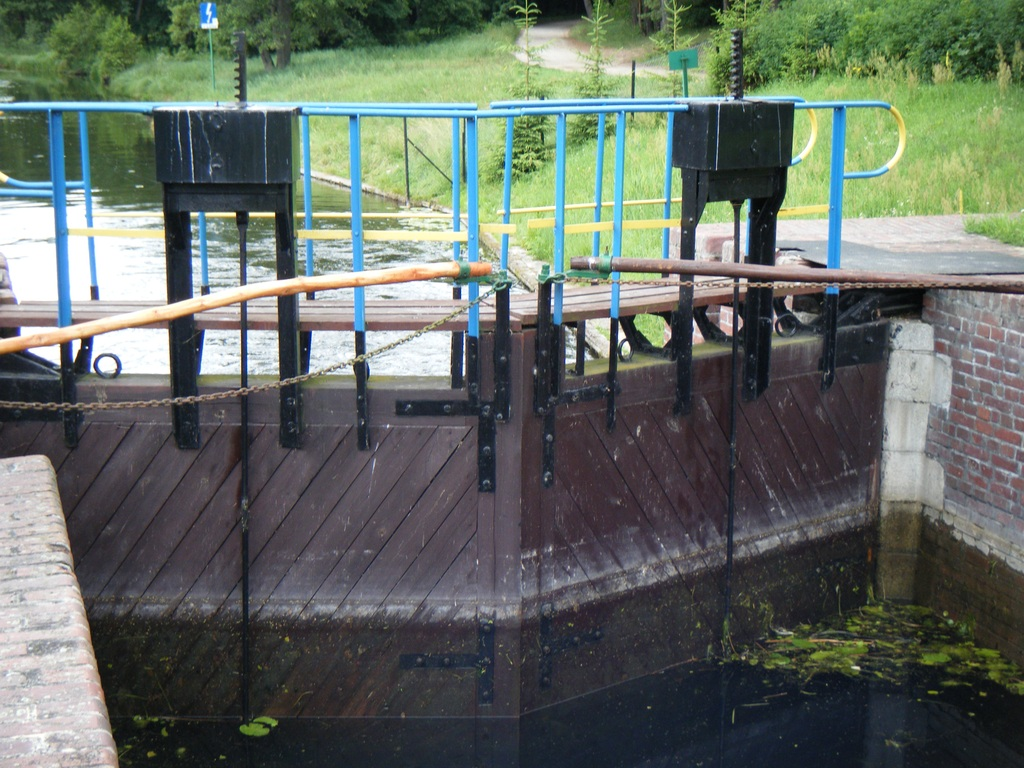
Wrota śluzy
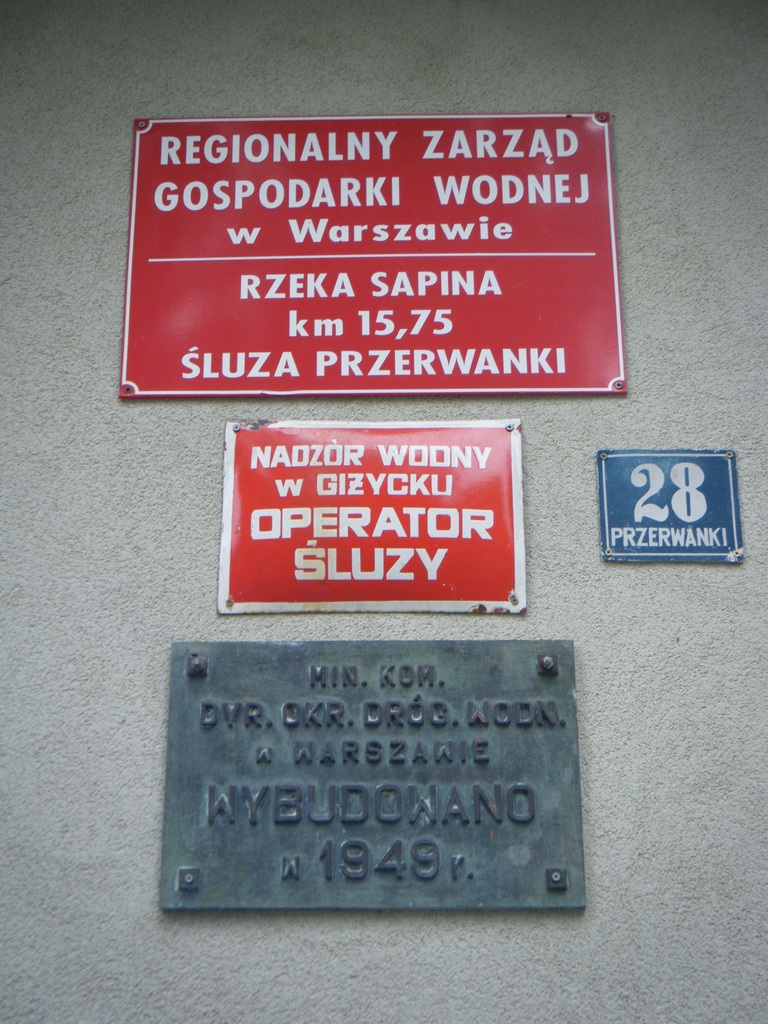
Tablice na budynku operatora śluzy